# Innocence (canção de Avril Lavigne)
"Innocence" é uma canção da cantora canadense Avril Lavigne, do álbum The Best Damn Thing, de 2007. A música chegou na posição 48º na parada Canada Airplay BDS do Canadá. Essa música está presente nas coletâneas:"Winter Collection, Vol. 4", "Just the Hits 2009", "Rock' Mantique 20" e no CD "Kuschelrock, Vol. 22".

## Desempenho da música
| País/Parada musical                   | Melhor posição |
| ------------------------------------- | -------------- |
| Canadá - Canada Airplay BDS           | 48             |
| Eslováquia - IFPI Slovenská Republika | 19             |
| Canadá - Canadian Hot 100             | 59             |

### Posição de Fim de Ano
| País/Parada musical      | Melhor posição |
| ------------------------ | -------------- |
| Canadá - Canada C 100 FM | 56             |
| El Salvador - Hot 110    | 69             |